# Ghayl Bin Yamin (huyện)
Huyện Ghayl Bin Yamin là một huyện thuộc tỉnh Hadramawt, Yemen. Đến thời điểm năm 2003, huyện này có dân số 28120 người